# Il Tuono, mente perfetta
Il Tuono, mente perfetta, o anche Tuono - Intelletto perfetto, è un poema gnostico in lingua copta (ma originariamente composto in lingua greca) scoperto all'interno della collezione dei Codici di Nag Hammadi (VI.2).

## Descrizione
L'opera prende la forma di monologo esteso in cui un salvatore immanente espone una serie di affermazioni paradossali sulla natura femminile del divino. Queste dichiarazioni paradossali ricordano gli enigmi greci sull'identità, una forma poetica comune nell'area mediterranea, in particolare in àmbito egiziano ed ebraico, in cui divinità femminili simili (Iside e Sophia rispettivamente) elencano le proprie virtù a un uditorio attento e lo esortano a impegnarsi per raggiungerle.
Per quanto riguarda la datazione del testo, Anne McGuire scrive: «Tuono, Mente perfetta esiste solo nella versione copta trovata a Nag Hammâdi (NHC VI,2:13,1-21,32). L'autore, la data e il luogo di composizione sono sconosciuti, ma un sostrato culturale come quello dell'Alessandria del II o III secolo è plausibile. A ogni modo, è chiaro che il testo fu originariamente composto in greco ben prima del 350, la data approssimativa del manoscritto copto».
Gli indovinelli del poema potrebbero presupporre un mito gnostico classico, come quello che si trova nell'Ipostasi degli arconti o nell'Apocrifo di Giovanni.